# En Bachfischs Dagbog
En Bachfischs Dagbog er en amerikansk stumfilm fra 1917 af J. Searle Dawley.

## Medvirkende
- Marguerite Clark som Bab Archibald
- Nigel Barrie som Carter Brooks
- Leone Morgan som Jane Gray
- Frank Losee som Mr. Archibald
- Isabel O'Madigan som Mrs. Archibald